# 足利義教
足利 義教（あしかが よしのり、旧字体：足利 義敎）は、室町幕府の第6代征夷大将軍（在職：1429年 - 1441年）。第3代将軍・足利義満の子。母は側室の藤原慶子。僧侶時代は義円（ぎえん、旧字体：義圓）、還俗直後は義宣（よしのぶ）と名乗った。室町幕府の第3代将軍・足利義満の四男または五男で、第4代将軍・足利義持の同母弟にあたる。
義教は、鎌倉公方の足利持氏と通謀して自身を呪詛しているとして、比叡山延暦寺に攻勢を仕掛けてこれを抑え込み、永享の乱で足利持氏を敗死させるなど、強権的な手法で室町幕府の権威向上に努めた。また自身の肝いりの政策として、高さ四丈（約12m）の雲居寺大仏の再建を行った。将軍と同等もしくはそれ以上の勢威を持った勢力を一掃し、九州や関東にも幕府の影響力を増大させたが、「万人恐怖」とも称される、その強権的な手法は周囲の反感を呼び、最期は守護大名の赤松氏に暗殺された（嘉吉の乱）。以降足利将軍の権威は低下し、彼ほどの実権を持つ将軍は現れなかった。
義教は従来、恐怖政治を敷いた暴君であると評されてきた。しかし近年、義教の各種政策は戦国三英傑の先駆として、再評価する機運も見られる。

## 生涯

### 将軍就任まで
応永元年（1394年）6月13日、足利義満の子として生まれた。幼名は春寅。兄には同年将軍となった義持、尊満、宝幢若公がいた。同年には異母兄弟の鶴若丸（足利義嗣）が生まれているが、義嗣の誕生日は不明であり、義教が何番目の男子かは明確になっていない。
応永10年（1403年）6月21日、青蓮院に入室したが、7月5日に青蓮院門跡である尊道法親王が逝去し、その前後に門跡を継ぐ筈であった義円の兄である尊満が青蓮院を追われている。そのため、何らかの事態が青蓮院に起きたと考えられるが、その背景や父である義満の関与の有無などは不明である。
応永15年（1408年）3月4日に得度して門跡となり、義円と名乗った。同じ日に異母兄弟の鶴若丸が従五位下に叙爵されており、義円は義満の後継者候補から外れた。ただし、正式な受戒を受けたのは応永18年（1411年）の7月で、翌応永19年（1412年）6月8日付で後小松天皇の勅裁を請ける形で兄である足利義持から青蓮院の敷地と門跡領を安堵する御内書が出されている。これは、門跡継承に必要な前任者（尊道法親王）からの付法を受けていないため、本来であれば門跡継承の資格のない義円を門跡にするために特に天皇の勅許と将軍の追認が出されたことを意味していた、つまり、この時点で義円が門跡になったとする考え方もある。
応永20年（1413年）頃、准后宣下を受けている。
応永26年（1419年）11月、153代天台座主となり、その後一時大僧正も務めた。
この時期の義円は摂津猿楽師の恵波に熱を上げており、どこで上演する際も事前に案内を寄越させるようにしていた。応永27年（1420年）3月に御香宮神事の猿楽を恵波が務めた際は伏見宮貞成親王に連絡して見物に訪れており、見物後に猿楽師を連れ帰っている。なお義円は貞成親王の側近・田向経良の息子である稚児にも同行を促したが謝絶されている。

### 将軍就任

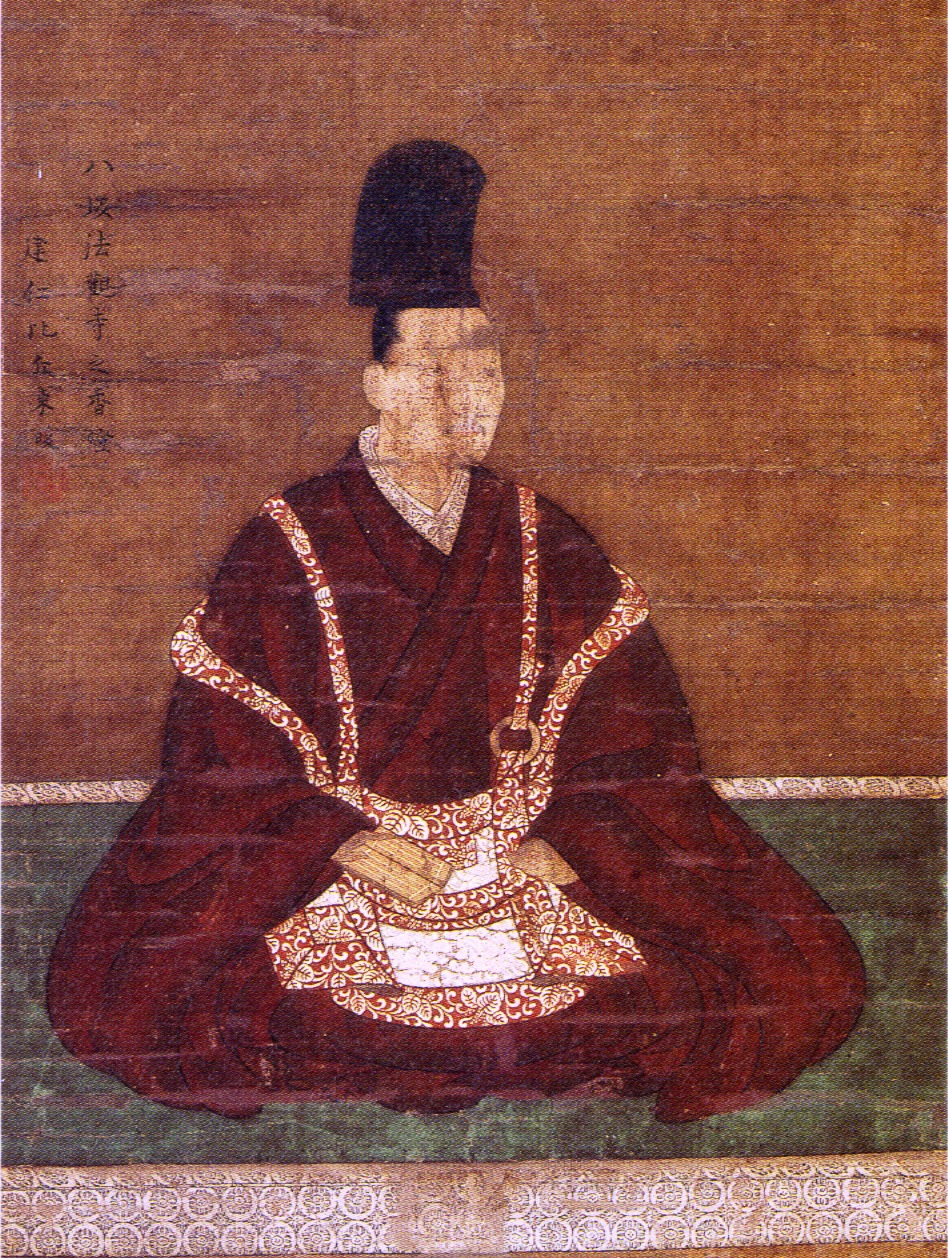
足利義教像（法観寺蔵）
還俗間もない頃の姿と伝わる

第5代将軍・足利義量は将軍とは名ばかりで実権は父の足利義持が握っており、応永32年（1425年）に義量が急死した後も、法体の義持が引き続き政治を行なった。その義持も応永35年（1428年）1月に病を得るが、危篤に陥っても後継者の指名を拒否した。そこで三宝院満済や管領・畠山満家ら群臣たちが評議を開いた結果、石清水八幡宮で籤引きを行い、義持の弟である梶井門跡義承・大覚寺門跡義昭・相国寺虎山永隆・義円の中から次期将軍を選ぶことになった。
1月17日、石清水八幡宮で籤が引かれ、翌日の義持死亡後に開封された。後継者に定まったのは義円だった。このことから「籤引き将軍」とも呼ばれる。
19日、結果は諸大名によって義円に報告され、義円は幾度か辞退したが、諸大名が重ねて強く要請したため応諾した。これを受けて、同日中に青蓮院を退出して裏松義資（日野義資）邸に移った。この時、後小松上皇・称光天皇共に日野資教（有光の父で、義資の大伯父にあたる）を勅使として義円の相続を賀したという。また、青蓮院については満済の取り計らいによって、二条満基の子である義快を義円の猶子として継がせることとなった。
幕閣は権力の空白状態を埋めるべく、1日も早い将軍就任を望んだが、義円は元服前に出家したため俗人としてはいまだ子供の扱いであり、無位無官だった。さらに、法体の者が還俗して将軍となった先例もなく、武家伝奏の万里小路時房は法体の者に官位を与えるのは罪人に官位を与えるようなものであると反対し、義円の髪が伸びて元服が行えるようになってから次第に昇任させるべきと回答、公卿の大半も同意見だった。幕閣はこの意見に従い、義円の髪が生えるまで待つことにした。幕府は将軍の書状である御教書を発給させて義円に政務を執らせようとしたが、これも朝廷の反対に遭ったために管領下知状で代用することとなった。
3月12日、義円は還俗して義宣（よしのぶ）と名乗り、従五位下左馬頭に叙任された。4月14日には従四位に昇任したが、将軍宣下はなかった。このため鎌倉公方足利持氏が将軍となるという流言が走り、京都に不穏な空気が流れた。4月27日、長く続いた応永の元号が改められ、正長元年となったが、これは義宣の強い意向によるものであった。
7月6日、称光天皇が危篤に陥った。義宣は密かに伏見宮貞成親王の皇子・彦仁王を伏見宮御所から京都に移し、後小松上皇に後継者を決めるよう要請した。上皇が彦仁王を後継とする意向を伝えると、義宣は彦仁王が京都にいることを伝えた。この配慮に上皇は喜び、20日の称光天皇崩御後に彦仁王は即位した（後花園天皇）。
正長2年（1429年）3月15日、義宣は義教（よしのり）と改名し、参議近衛中将に昇った上で、征夷大将軍となった。改名の理由は「義宣」（よしのぶ）が「世忍ぶ」に通じるという俗難（噂）があり不快ということだった。当初は公家が協議して新たな名に「義敏」（よしとし）を決定していたが、よく考えると「教」（「敎」）の字の方が優れているということで、追って摂政・二条持基を通じてこれを訂正させたという経緯がある。
ところが、永享元年（正長2年より改元）10月14日になって後小松上皇が出家をしようとしたが、義教は事前の相談がなかったことに激怒したため、一旦出家を断念することになった（『満済准后日記』）。最終的には2年後に義教との合意のもとで上皇の出家が実現したものの、義教は後小松上皇が自分を軽視しているとする不満を抱くことになり、新帝・後花園天皇の位置づけを巡って後小松上皇と対立していた天皇の実父・貞成親王との関係構築に動き、翌年に行われた後花園天皇の大嘗会には後小松上皇の反発を承知の上で義教は秘かに貞成親王を招待している。

### 義教の政策
施策の手本は父・義満に求めたと考えられており、義満時代の儀礼などの復興を行っている。前述の称光天皇死後の皇位継承問題を手がけたのもその一端であり、後花園天皇の新続古今和歌集は義教の執奏によるもので、父義満の執奏による新後拾遺和歌集以来の勅撰和歌集であるが、結果として現在に至るまで最後の勅撰和歌集となった。ただし、前述の通り、治天の君であった後小松法皇とは疎遠であり、天皇の実父である貞成親王および伏見宮家との関係を重視する方向へと転換させていくことになる。法皇が崩御後の、永享7年（1435年）に貞成親王が花の御所の義教を訪問すると、表では一親王に過ぎない貞成に対して目上として振る舞っていた義教は中に入ると一転して親王を上席とし、以降は義教が貞成を訪問する体裁を取るようになる。これは後花園天皇の父は後小松法皇であるとする法皇の遺詔の意図に反するものであった。
また、参加者の身分・家柄が固定化された評定衆・引付に代わって、自らが主宰して参加者を指名する御前沙汰を協議機関とすること、管領を経由して行ってきた諸大名への諮問を将軍が直接諮問するなど、管領の権限抑制策を打ち出した。また、管領を所務沙汰の場から排除する一方で、増加する軍事指揮行動に対処するために、軍勢催促や戦功褒賞においてはこれまでの御内書と並行して管領奉書を用いるようになった。また義満と同様に、みずから駿河国へ下向し、富士山の遊覧を行っている。さらに財政政策においても、義持の代から中断していた勘合貿易を再開させ、兵庫へ赴いて遣明船を視察するなど、幕府権力の強化につとめた。また社寺勢力への介入を積極的に行った。しかし義満時代とは将軍が立脚する基盤は大きく異なっており、実態もまた大きく異なるものとならざるを得なかった。
義教は有力守護に依存していた軍事政策を改め、将軍直轄の奉公衆を再編、強化して独自の軍事力を強化しようとした。そして鎌倉公方足利持氏が、正長から永享に改元したにも拘らず正長の年号を使い続け、また鎌倉五山の住職を勝手に決定するなどの専横を口実とし討伐を試みる。これは関東管領上杉氏の反対に遭い断念するが、代わりに大内盛見に九州征伐を命じた。盛見は戦死したが跡を継いだ甥の大内持世が山名氏の手を借りて渋川氏や少弐氏・大友氏を撃破、腹心となった持世を九州探題とし九州を支配下に置いた。

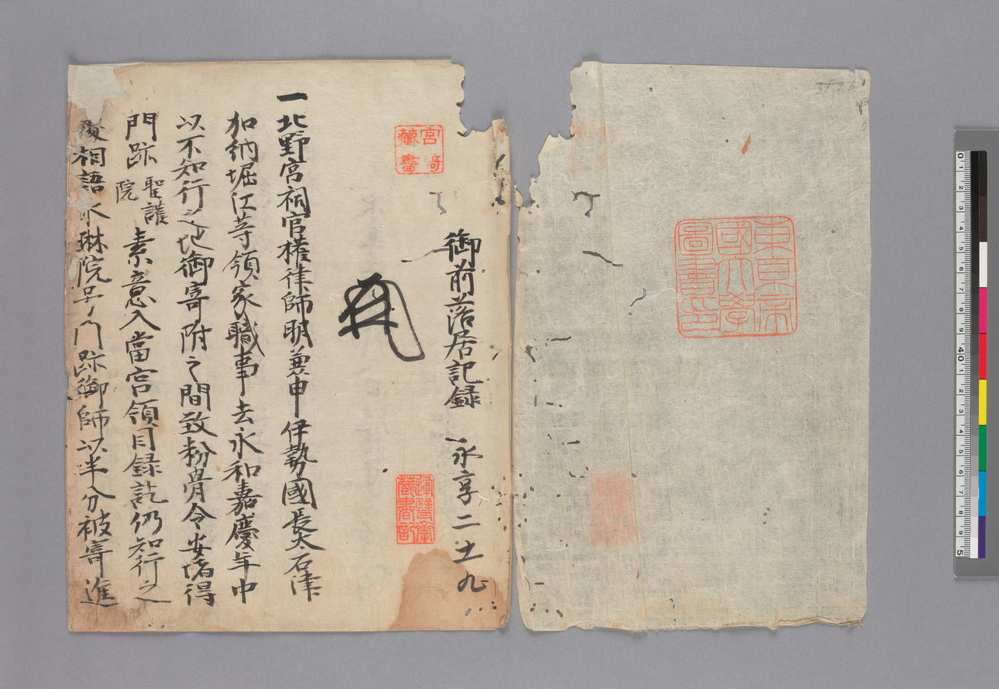
『御前落居記録』(東京大学法学部研究室図書室法制史資料室所蔵)

### 訴訟政策
義教は「御沙汰を正直に諸人愁訴を含まざる様に御沙汰ありたき事なり」と自ら語り、訴訟に強い関心を持っていた。将軍就任後間もない頃、義満の頃から実態を持たなくなった評定衆や引付頭人を再置して制度改革を行おうとしたが、これは実現しなかった。
一方で裁断にあたっては「湯起請」やくじ引きといった神判による裁断を行うこともあった。これは神の権威によって重臣や公家などの衆議を退け、自らの独裁権力を確立するためであったとも、自らが「神意」によって室町殿になったという王権神授意識によるものであったともされる。これらの裁断は主に境界問題や朝廷関連に限られ、守護人事や軍事面では神判は行わなかった。
永享2年（1430年）から2年間の間に義教自ら裁許した裁判記録は「御前落居記録」として残されており、重要な資料となっている。

### 比叡山との抗争
もともと天台座主であった義教は、還俗後すぐに弟の義承を天台座主に任じ、天台勢力の取り込みを図った。
だが、永享5年（1433年）7月19日に延暦寺山徒は幕府の山門奉行飯尾為種や、光聚院猷秀らに不正があったとして十二か条からなる弾劾訴訟を行った。満済や管領・細川持之が融和策を唱えたため、閏7月7日に義教は為種や猷秀を配流することで事件を収めた。
しかし、延暦寺山徒は勝訴の勢いにのり、8月12日には訴訟に同調しなかった園城寺を焼き討ちする事件が起こる。義教は激怒し、自ら兵を率いて園城寺の僧兵とともに比叡山を包囲した。これをみて12月12日に延暦寺側は降伏し、一旦和睦が成立した。
永享6年（1434年）7月、延暦寺が鎌倉公方足利持氏と通謀し、義教を呪詛しているとの噂が流れた。8月、義教はただちに近江の守護である京極持高・六角満綱に命じ、近江国内に多くあった延暦寺領を差し押さえさせ、比叡山一帯を包囲して物資の流入を妨げた。これに対し、8月23日及び10月4日に延暦寺は神輿を奉じて入洛したが、幕府の兵に撃退された。
11月19日、義教は諸将を派遣し、26日には軍兵が比叡山の門前町である坂本の民家に火をかけ、住民が山上へ避難する騒ぎとなった。
12月6日、延暦寺側が降伏を申し入れ、管領・細川持之ら幕府宿老も赦免要請を行ったが、義教はなかなか承諾しなかった。10日、持之ら幕府宿老5名が「比叡山赦免が成されなければ、自邸を焼いて本国に退去する」と強硬な要請を再三行った。12日、義教はようやく折れて和睦が成立し、延暦寺代表の山門使節4人を謁見した後に軍を引いた。18日には没収した寺領を延暦寺に返付している。
しかし、義教は本心では許しておらず、先の4人を京に招いたが、彼らは義教を疑ってなかなか上洛しなかった。しかし、管領の誓紙が差し出されたため、永享7年（1435年）2月4日に4人が出頭したところ、彼らは捕らえられて首をはねられた。これを聞いた延暦寺の山徒は激昂し、5日に抗議のため根本中堂に火をかけ、24人の山徒が焼身自殺した。
炎は京都からも見え、世情は騒然となった。義教は比叡山について噂する者を斬罪に処す触れを出した。その後、山門使節の後任には親幕派の僧侶が新たに任命され、半年後には根本中堂の再建が開始された。

### 永享の乱と結城合戦
鎌倉公方の足利持氏は自分が僧籍に入っていないことから、義持没後には将軍に就任できると信じており、義教を「還俗将軍」と呼び恨んでいた。
先の年号問題は持氏の妥協で決着が付いたものの、比叡山の呪詛問題、それに永享10年（1438年）には嫡子足利義久の元服の際に義教を無視し勝手に名前をつけた（当時は慣例として将軍から一字（諱の2文字目、通字の「義」でない方）を拝領していた）ことなどから、幕府との関係は一触即発となっていた。
そんな時にたびたび持氏を諌めていた関東管領・上杉憲実が疎まれたことにより身の危険を感じて領国の上野に逃亡し、持氏の討伐を受けるに至る。義教は好機と見て憲実と結び、関東の諸大名に持氏包囲網を結成させ、持氏討伐の勅令を奉じて朝敵に認定し、同11年（1439年）に関東討伐に至った（永享の乱）。持氏は大敗して剃髪、恭順の姿勢を示した。
しかし、義教は憲実の助命嘆願にも拘らず持氏一族を殺害した。その後は関東に自己の勢力を広げていくために実子を新しい鎌倉公方として下向させようとしたが、これは上杉氏の反対にあって頓挫している。なお、清水克行は後に僧侶になった義永が次の鎌倉公方に選ばれていたとしている。
その後、8代将軍・義政（義教の五男）の代になって、政知（義教の四男）が幕府公認の鎌倉公方として関東に送り込まれ、義教の計画が実行に移された形になったが、政知は鎌倉入りを結局果たせぬまま伊豆堀越にとどまり、堀越公方と称されることとなった。

### 反乱討伐と守護への圧迫
正長2年から大和永享の乱が続いていた大和国では、幕府の支援を受けた筒井氏と、越智氏・箸尾氏といった有力国人の騒乱が続いていたが、永享10年には異母弟の大覚寺義昭が挙兵したという名目で討伐軍を派遣し、越智・箸尾方を討伐した。これらの乱の鎮定の際には、朝廷から「治罰綸旨」を受けて相手を「朝敵」にする事を行っており、これが戦国期における朝廷の権威復興の一因となったとする説もある。
永享12年（1440年）3月に逃亡していた持氏の遺児の春王丸・安王丸兄弟が結城氏朝に担がれて叛乱を起こした（結城合戦）。義教は隠居していた憲実に討伐を命ずるも、関東諸将の頑強な反抗に遭い、力攻めから兵糧攻めに切り替え、翌年の嘉吉元年（1441年）4月には鎮圧された。春王・安王は京への護送途中で斬られた。
嘉吉元年（1441年）には、日向国に潜伏していた義昭を島津忠国に命じて討たせた。また義教は、斯波氏、畠山氏、山名氏、京極氏、富樫氏、今川氏など有力守護に対して、その家督継承に積極的に干渉することにより、将軍の支配力を強める政策を行った。また、意に反した守護、一色義貫と土岐持頼は大和出陣中に誅殺され、彼らの所領は義教の近習に分配された。これは義教が守護を抑制する意図をもっていたためと見られているが、大名たちに大きな不安を与えた。

### 最期
永享12年（1440年）、義教は赤松満祐の弟・赤松義雅の所領を没収して、その一部を義教が重用する赤松氏分家の赤松貞村に与えた。すでに、永享9年（1437年）頃から満祐が将軍に討たれるという噂が流れていた。
嘉吉元年（1441年）6月14日に、先述のように、雲居寺の再建が完了したので、義教は視察のため雲居寺を訪れた。
6月24日、満祐の子の赤松教康は「鴨の子が多数出来」したことと、結城合戦を終えた慰労という名目に、義教の「御成」を招請した。当時、将軍が家臣の館に出向き祝宴を行う御成は重要な政治儀式であった。義教は大名や公家ら側近を伴って赤松邸に出かけたが、猿楽を観賞していた時、突如屋敷に馬が放たれ、門が一斉に閉じられた音がした。義教は「何事であるか」と叫ぶが、傍らに座していた正親町三条実雅は「雷鳴でありましょう」と答えた。その直後、障子が開け放たれ、甲冑を着た武者たちが宴の座敷に乱入、赤松氏随一の武士・安積行秀（あづみ ゆきひで）が義教の首をはねた。享年48（満47歳没）。
将軍の同行者のうち山名熙貴、京極高数は義教と共に殺害され、大内持世がこのときの傷が元で翌月に死去、細川持春や正親町三条実雅らが負傷した。強権的であった将軍が殺害されたことで指揮系統が混乱したため、赤松満祐・教康父子は討手を差し向けられることもなく播磨に帰国する。

### 没後
7月6日、義教の葬儀が等持院で行われた。だが、幕府の混乱のため、管領・細川持之のみが出席する状態であった。
7月10日、満祐討伐の第一陣として赤松貞村が出兵し、7月11日には細川持常・山名教之が出陣した。
7月26日、持之は満祐追討の綸旨を朝廷に求めたが、朝廷では義教の恐怖政治を終わらせた満祐に対する同情も多かったため、綸旨はなかなか出されなかった。だが、持之が永享の乱における持氏討伐の綸旨の先例を出して嘆願したため、8月1日に赤松討伐の綸旨が下された。
9月10日、満祐が山名持豊（宗全）らに追討されて死亡し、赤松氏嫡流家は一旦滅亡した。
この一連の騒乱を、嘉吉の乱と呼ぶ。
義教の後はまだ幼少の長男・義勝が将軍を継ぎ、義勝が程なく病没すると、その弟の義政（初名は義成）が継いだ。まだ幼い将軍が2代にわたって続くことで、足利将軍の実権は低下していくこととなって守護大名達の発言力が増していき、足利将軍が絶対的な強権を持ったのは義教で実質最後となった。

## 人物

### 万人恐怖

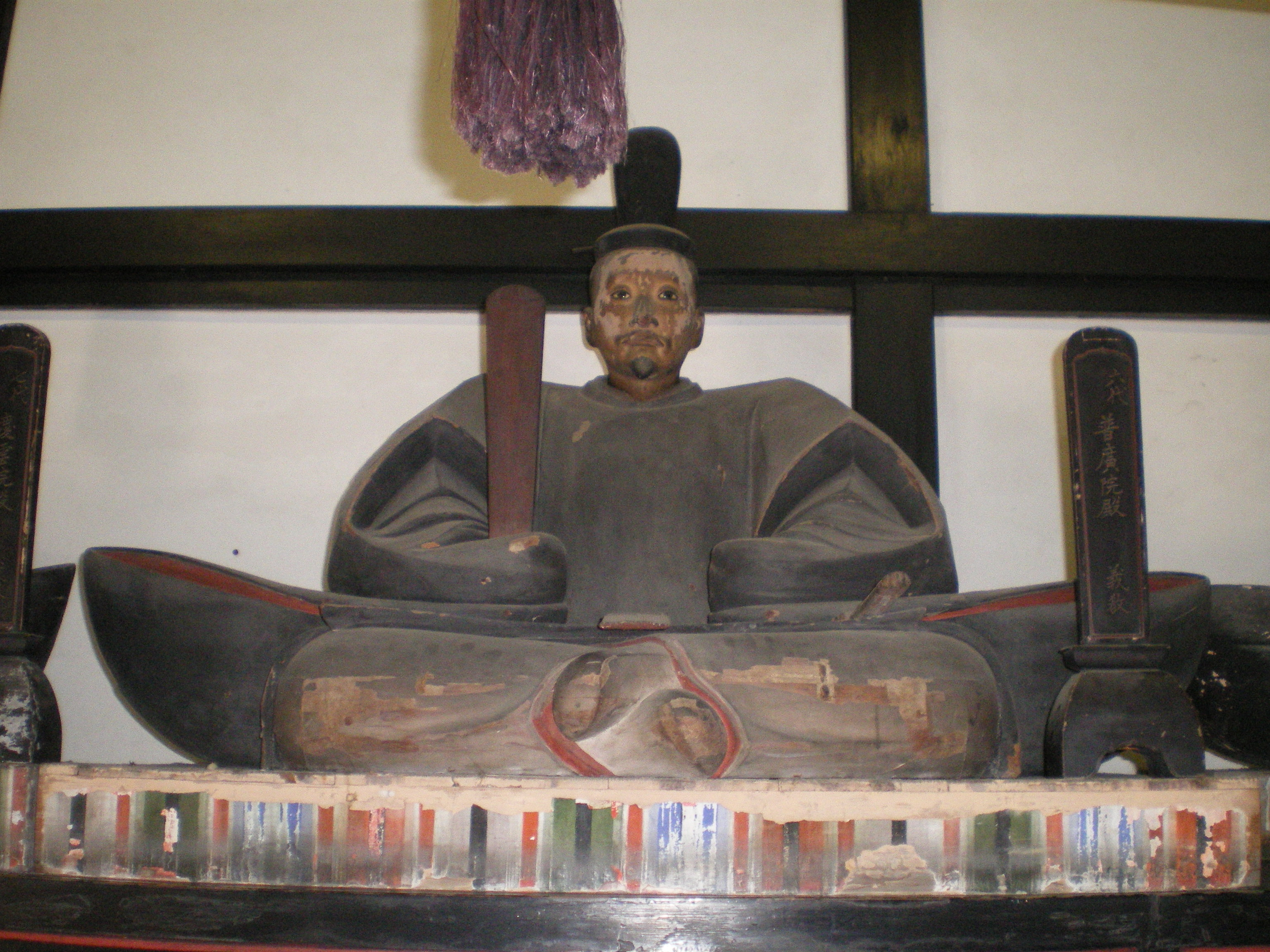
足利義教木像（等持院）

義教は苛烈な側面を有しており、些細なことで厳しい処断を行った。主に以下のような例がある。
- 永享2年（1430年）11月、義教の直衣始の儀式の際、紙燭を持ってきた東坊城益長が笑顔を作った。義教は「将軍を笑った」と激怒し、益長は所領2か所を没収された[43]。
- 永享5年（1433年）6月、一条兼良邸で闘鶏が行われ、多数の人々が見物に訪れた。そのため義教の行列が通ることが出来ず、激怒した義教は闘鶏を禁止し、京都中のニワトリを洛外へ追放した。
- 義教は側室日野重子の兄である日野義資に対して、青蓮院門跡時代から恨みを持っており、将軍に就任すると、正長元年（1428年）5月に義資の所領2ヶ所を没収し、謹慎させた。永享6年（1434年）2月、重子が義教の嫡子（後の足利義勝）を産むと、伯父になる義資のもとに祝賀の客が訪れた。義教は義資邸を監視させて訪問客を調べており、訪れた客60人余が所領没収などの処罰を受けた[44]。さらに6月8日には義資が何者かに斬殺され、犯人については明らかにならなかったが義教の討手であるという噂が流れた[注 14][45]。この噂を口にした公家の高倉永藤は所領を没収され長門・周防方面へ流刑となった[注 15][45]。
- 永享9年（1437年）に義教に仕える女房らの男女関係が明らかになると、密通した相国寺の僧や遁世者は斬首となり、玉川宮の娘である東御方らは流罪、阿野実治の娘の二条は髪を斬り払われた[注 16][46]。
- 義教の大将拝賀に供奉しなかった田向経良は中納言昇進が沙汰止みとなり、「つねよし」の名をはばかり経兼に改名したものの[47]領地没収の憂き目に遭った[48]。
- 献上された梅の枝が輸送中に折れたことを理由に庭師3人を牢に入れ、事務を取り扱う地侍5人の逮捕も命じたがうち3人は逃亡したため残る2人をただちに切腹させた[注 17][49][50]。
- 後花園天皇の祖父・栄仁親王の女房であった東御方は義教に重用されていたが、三条実雅邸を訪れた際、唐絵の感想を求められてこれをけなしたため、義教は75歳の東御方を打擲し、彼女は伏見へと逃げていった[注 18][51]。
- 比叡山根本中堂の炎上に関する噂を流布することを固く禁じ、その禁に触れた商人は斬首された。
- 酌の仕方が下手だという理由で侍女（少納言局）は激しく殴られ、髪を切って尼にさせられた[注 19]。
- 説教しようとした日蓮宗の僧・日親は、灼熱の鍋を頭からかぶせられ、二度と喋ることができないように舌を切られた。
- 猿楽においては、音阿弥を重く用いる一方で、世阿弥を冷遇して佐渡へ配流した。

他にも、「料理がまずい」といった些細な理由で料理人などを罰したことが、当時の記録に数多く記されている。
永享6年（1434年）6月、中山定親は日記『薩戒記』において、義教に処罰された人間を数え上げており、公卿59名、神官3名、僧侶11名、女房7名が処罰されたとしている。中には日野西資子といった称光天皇の生母や、皇族、関白なども含まれる。斎木一馬は、義教の全統治期間ではこの2倍に上る者が処罰されたとしている。なお、これらの数には武家や庶民は含まれず、総数は相当数に上ると見られている。
これらの事跡は義教が暴君で、恐怖政治を志向したことや、嗜虐性を有していた事を示す逸話として伝えられた。伏見宮貞成親王は『看聞日記』永享7年2月8日条で、商人の斬首について触れ、「万人恐怖、言フ莫レ、言フ莫レ」と書き残している。この「万人恐怖」を義教の時代を象徴する一語と見ることも多い。

### 歌人として
義教は短歌を嗜んでいたことでも知られ、『新続古今和歌集』に18首が入首している。

### 雲居寺大仏の再建
義教は雲居寺大仏の再建を手掛けている。雲居寺の大仏は高さ約12mという大きなものであったが、永享8年（1436年）11月29日に、東山地域での大火のため焼失してしまう。『東寺長者補任』同日条によれば、同日夜に清水坂より出火し、「八坂塔、雲居寺同極楽堂、金堂、双林寺」が焼失したという。これに対して、時の将軍義教は、自身の肝いりの政策として、木造で大仏の再建を命じ、同じ高さで再建された（焼失した初代大仏の構造は明らかでない）。
雲居寺の再建に関しては以下の記録がある。『蔭涼軒日録』によれば、永享11年（1439年）6月に京都高辻大宮仏師と東方仏師が共同で造像を開始した歴史学者の遠藤廣昭は、「京都高辻大宮仏師」は当該地に拠点を構えていたことから院派仏師、「東方仏師」は諸史料の分析から奈良仏師であるとしている。大仏は永享12年（1440年）に完成したが、義教の検分の結果不合格となり、再度造り直すことになった。『蔭涼軒日録』同年4月11日条に「雲孤寺御成、本尊御拝見、不相応之由被命仏師」と、5月12日条に「雲孤寺本尊不如先規故」とあり、義教は、新造された大仏が「先規」と違うので造り直すよう命じたようである。その後禅僧の周文と別の奈良仏師が再度造像にあたり、永享12年（1440年）6月から造像を開始し、11月に完成したという。不合格となった像は破却されることなく、祇園社（現八坂神社）南の百度大路に堂を設けてそこに安置されたという。『蔭涼軒日録』同年7月28日条に、大仏の光背と光背の仏像の製作は、京都の諸仏師に配分して製作させる旨の伺いがなされたとあり、同年10月15日条「雲孤寺脇尊二本、柱前如旧可安之由被仰出」とあり、新しく造像した脇侍2体を、焼失前と同じ位置に安置するよう義教が命じたとある（上記の記述から、雲居寺大仏は初代・2代目共、阿弥陀如来[大仏]一尊、脇侍二尊の阿弥陀三尊形式であったことが分かる）。新しく造像された仏像には、脇侍のほか、仁王像や、日本では珍しい涅槃像も造像されていたことが『蔭涼軒日録』から確認できる。『蔭涼軒日録』嘉吉元年（1441年）6月14日条には雲居寺の再建が完了し、義教に披露されたとある。雲居寺は「雲孤寺と申すは奈良半仏尊の像、雲を穿つ大伽藍」と称される壮麗なものであったが、落慶から二十数年後に発生した応仁の乱で焼失した。また義教は法観寺にある「八坂の塔」の再建も行っている。

## 評価
- 貞成親王は義教の時代を「薄氷を踏むの時節（踏薄氷時節）」（『看聞御記』永享3年3月24日条）とし、「悪将軍」と評している[28]。「悪将軍」と口走ったのは三条西公保の妹である千本殿比丘尼の託宣であるという[注 20][46]。また、義教の横死を「自業自得ノ果テ、無力ノ事カ。将軍此ノ如キ犬死ニハ古来ソノ例ヲ聞カザル事ナリ」（『看聞御記』嘉吉元年6月25日条）と評している[28][注 21]。
- 織田信長は15代将軍の足利義昭に意見書（異見十七ヶ条）を送っているが、その中で「義昭が『悪御所』と噂されているが、義教もかつて同様に噂された」としている。

### 近年の評価
- 斎木一馬が「恐怖の世 嘉吉の変の背景」（1968年）で論じたように、義教の政治は一種の恐怖政治が敷かれていたと評価されている[28]。
- 井沢元彦[注 22]や明石散人[注 23]など、歴史関連の著作を持つ小説家が高い評価を行ったこともある。

## 墓所・肖像
墓所

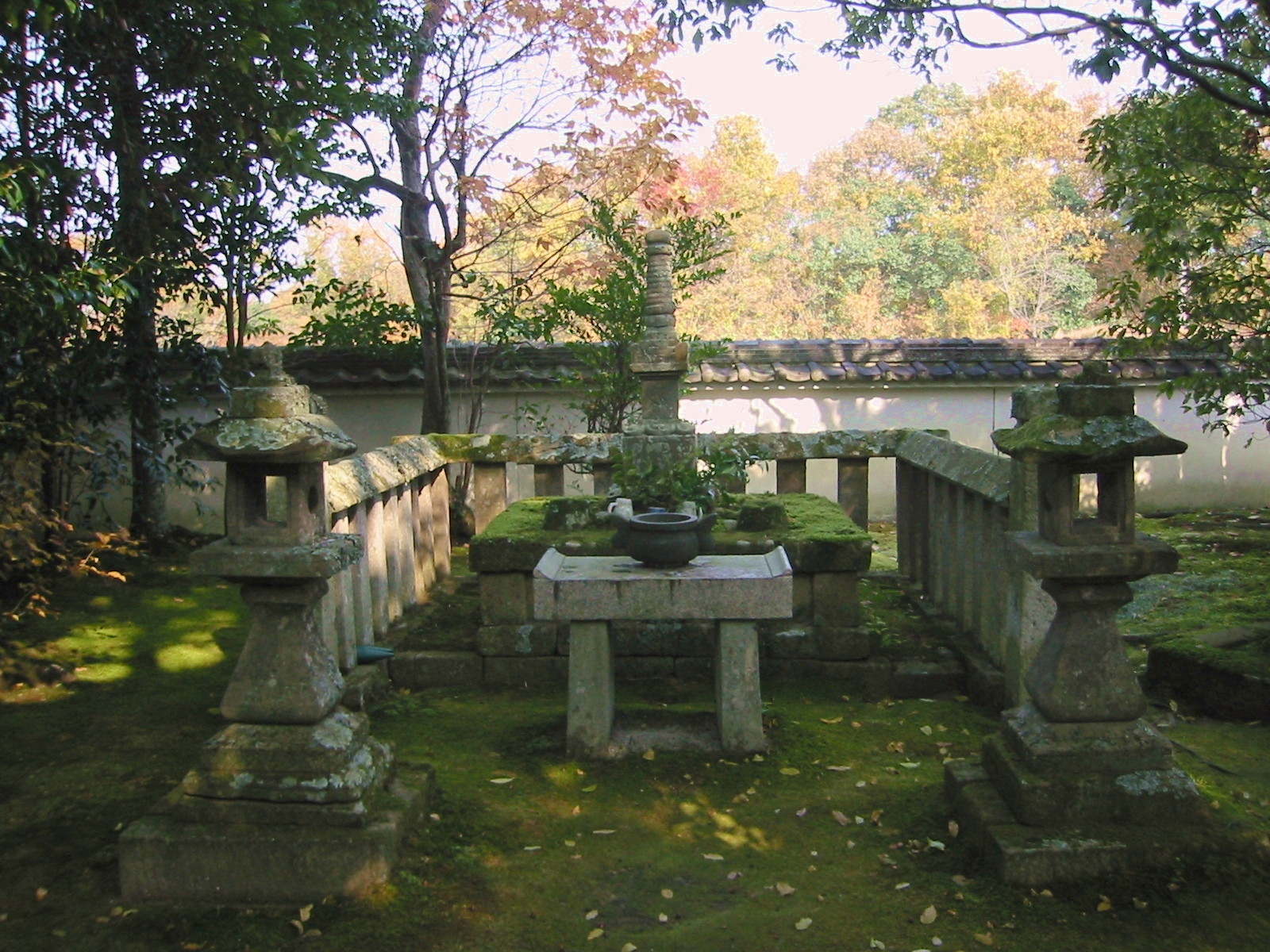
義教の首塚とされる塔　兵庫県加東市安国寺

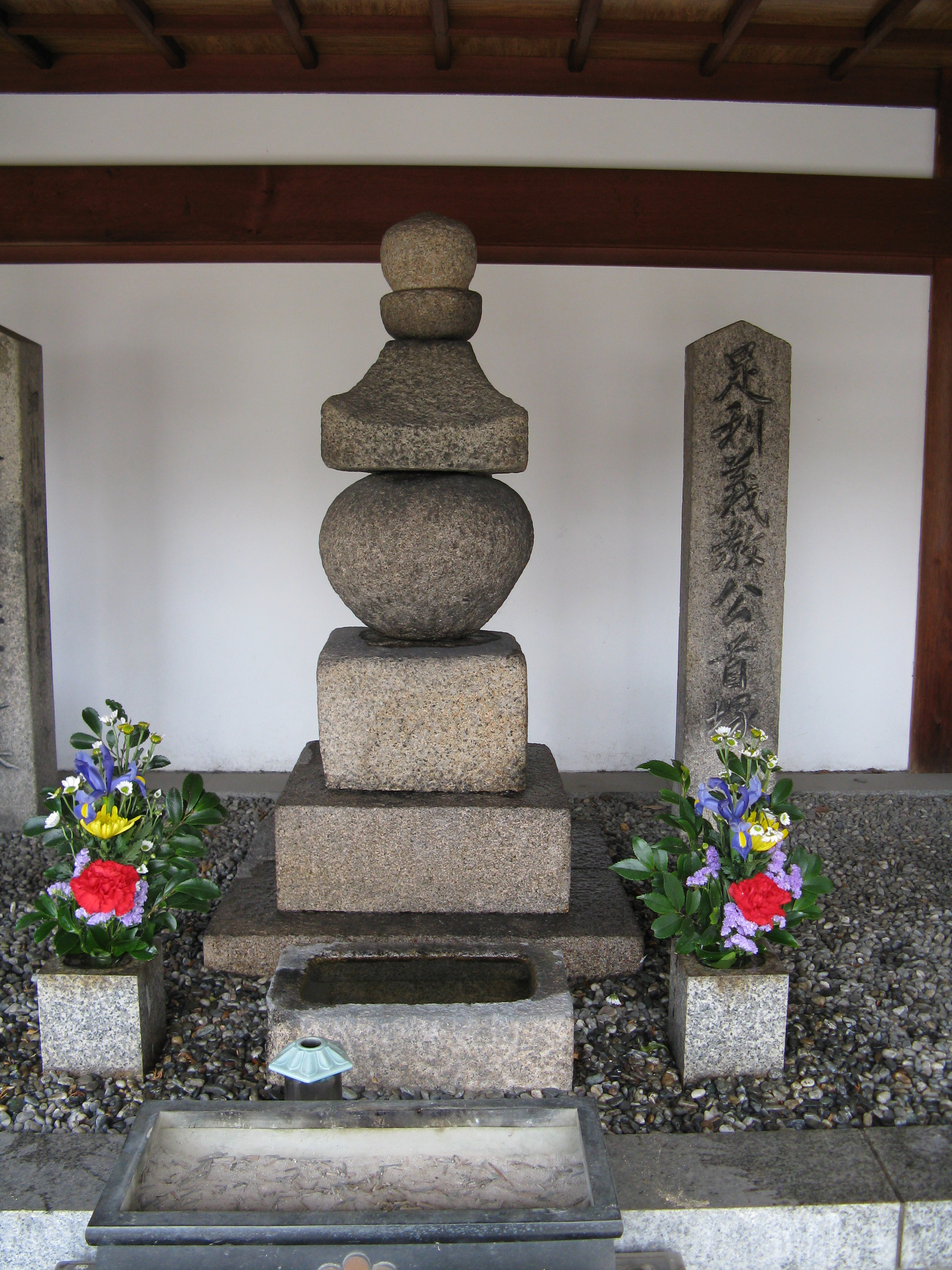
義教の首塚とされる塔　崇禅寺

法号は普広院殿善山道恵。墓所は京都市の十念寺。また、義教の首塚とされるものが大阪市の崇禅寺と、兵庫県加東市の安国寺に存在する。
肖像
没後、鎮魂用の肖像画が多く描かれたようである。知られている現存作品は以下のとおり。
- 肖像画 - 妙興寺本（直垂姿。重要文化財）、法観寺本（烏帽子に法衣姿）、東京大学史料編纂所本（束帯姿）
- 木像 - 等持院像、鑁阿寺像、崇禅寺像、普門寺像

## 官歴
※ 日付＝旧暦
- 正長元年（1428年）3月12日、従五位下に叙し、左馬頭に任官。還俗し、義宣と名のる。4月14日、従四位下に昇叙。
- 永享元年（1429年）3月9日、元服。3月15日、参議に補任し、左近衛中将を兼任、征夷大将軍宣下。義教に改名。3月29日、従三位に昇叙し、権大納言に転任。8月4日、右近衛大将兼任。12月13日、従二位に昇叙。
- 永享2年（1430年）1月6日、右馬寮御監兼務。10月17日、従一位に昇叙。
- 永享4年（1432年）7月25日、内大臣に転任。右近衛大将兼任如元。8月28日、左大臣に転任。右近衛大将兼任如元。12月9日、淳和奨学両院別当兼務。
- 永享5年（1433年）8月9日、右近衛大将辞任。
- 永享10年（1438年）8月28日、左大臣辞任。
- 嘉吉元年（1441年）6月24日、薨去。6月29日、贈太政大臣。

## 系譜
- 父：足利義満
- 母：藤原慶子
- 正室：日野宗子
  - 子：女子 - 大徳寺大慈院に入室、夭逝
- 正室：正親町三条尹子（瑞春院、正親町三条実雅の妹）
- 側室：日野重子
  - 子：義勝 - 長男[60]。7代将軍
  - 子：義政 - 五男[60]。8代将軍
  - 子：義観 - 九男[60]。聖護院門主
  - 子：義堯 - 十一男[60]。梶井門跡
  - 子：女子
- 側室：正親町三条豊子（上臈局、正親町三条尹子妹）[60]
  - 子：某 - 七男[61]
- 側室：小宰相局（正親町三条尹子侍女）[61]
  - 子：義視 - 十男[61]。浄土寺門跡を経て還俗。権大納言、10代将軍足利義稙（義材、義尹）父、大御所
- 側室：宇治大路氏
  - 子：女子（宝鏡寺）
- 側室：少弁殿[61]
  - 子：某 - 三男[61]
- 側室：斎藤朝日妹[60]
  - 子：政知 – 四男[60]。天龍寺香厳院主を経て還俗、堀越公方
- 側室：小宰相殿[61]
  - 子：某 - 六男[61]
- 側室：日野烏丸殿御妹[61]
  - 子：某 - 八男[61]
- 側室：東御方（長慶天皇孫、玉川宮女）

永享3年12月に義教の下に上がるも、永享9年11月、密通事件により追放
- 側室：宮内卿（赤松永良氏娘）[60]
  - 　子：義永 - 次男[60]。小松谷長老
- （以下生母不明の子女）
  - 子：女子（光照院）
  - 子：聖智（三時知恩寺）

- 猶子：小倉宮教尊（皇族・小倉宮聖承の子、「教」の1字を賜う）
- 猶子：教賢（一条兼良息、「教」の1字を賜う）
- 猶子：義快（二条満基息、「義」の1字を賜う）
- 猶子：政超（九条政忠息）

## 義教の偏諱を受けた人物
義宣時代
（※該当者なし）
義教時代（＊「教」は「敎」とも表記する。）
- 小倉宮教尊（きょうそん、義教の猶子、皇族・小倉宮聖承の子）
- 一条教房
- 今出川教季（菊亭教季）
- 勧修寺教秀
- 近衛教基
- 葉室教忠
- 僧・義快（ぎかい、二条満基の子、青蓮院門跡）
- 僧・教賢（きょうけん、義教の猶子、一条教房の実弟、宝池院権僧正）
- 僧・教覚（きょうかく、徳大寺実盛の子、第159世天台座主）
- 僧・教助（きょうじょ、花山院持忠の子）

義教は公家に対しても積極的に「教」の1字を下賜していたと言え、一条教房、今出川教季、勧修寺教秀、近衛教基、葉室教忠の5人は、各家の歴代当主の中では初めて足利将軍家からの偏諱の授与を受けた人物である。それまでは二条家だけが将軍の1字を賜っていたが、義教以降は一条・勧修寺・近衛各家も代々の慣例として将軍の1字を受けるようになる。今出川（菊亭）家に関してはその慣例は続かなかったが、のちに菊亭晴季が12代将軍足利義晴の1字を受けている。
武家
｢義｣の字
- 斯波義郷
- 南部義政

｢教｣の字
- 朝日教清（信濃守、堀越公方府奉行人）
- 朝日教貞（教忠とも、近江守、堀越公方府奉行人）
- 粟飯原教胤（粟飯原氏、父は満胤）
- 赤松教康
- 赤松教政
- 赤松教貞（赤松貞村の子）
- 赤松教弘（七条教弘）（赤松七条家）
- 赤松教久（七条教久）（七条教弘の子）
- 朝倉教景（朝倉氏5代目当主）
- 一色教親
- 一色教貫
- 上杉教朝
- 上杉教房（教朝の甥）
- 宇佐美教祐
- 大内教弘
- 大内教幸（教弘の弟）
- 大内教祐（大内義弘の子）
- 大崎教兼
- 大舘教幸（持房の子）
- 大舘教氏（同上（教幸の弟）、尚氏の父）
- 北畠教具
- 京極教久（京極加州家、京極高数の子）
- 河野教通（義教死後、通直に改名）
- 木造教親
- 小早川教平（小早川煕平の弟）
- 斯波詮教[注 24]
- 渋川教直

- 島津教久
- 少弐教頼
- 白井教常
- 高梨教秀（高梨政高の父とされる）
- 高橋教種（筑後高橋氏）
- 富樫教家
- 長野教藤（長野持藤の弟）
- 名和教長
- 仁木教将（伊勢仁木氏、満長の孫）
- 畠山教国（宮内大輔、能登畠山義忠の弟、御供衆の一人）
- 畠山教元（播磨守、畠山家国の子・義熈の孫、御供衆の一人）
- 畠山教重（石垣教重、畠山義深の子・石垣満国の孫）
- 細川教祐（讃州家、持常の弟、成之の父）
- 細川教春（教有）（和泉上守護家）
- 細川教春（野州家、御供衆の民部少輔教国も同一人物か）
- 山名教豊
- 山名教清
- 山名教之
- 山名教泰（父は山名氏清の子・満氏）
- 山名教孝（山名時義の曾孫（時義ー時長ー熈重ー教孝））
- 宮教信（宮氏信の子孫（孫か））
- 宮教元（駿河守、宮氏信の兄・盛重の曾孫とされる）